# Murcia
Murcia (špansko: muɾθja) je mesto v jugovzhodni Španiji, glavno mesto in najbolj naseljeno mesto regije Murcia (Región de Murcia) in sedmo največje mesto v državi, kjer živi 442.573 prebivalcev (v letu 2009). V metropolitanskem območju je bilo v letu 2010 okoli 689.591 prebivalcev. Nahaja se ob reki Segura, na jugovzhodu Iberskega polotoka, ima blago podnebje z vročimi poletji, blagimi zimami ter razmeroma malo padavinami.
Murcio je ustanovil emir iz Córdobe, Abd Al Rahman II. leta 825 z imenom Mursiyah مرسية in je danes predvsem mesto storitvene industrije in univerzitetno mesto. Med znamenitostmi so stolnica Murcia in številne baročne zgradbe, pa tudi lokalna kuhinja, umetnine slavnega murcijskega kiparja Francisca Salzille in pomladni festival (Fiestas de Primavera).
Mesto se, kot glavno mesto okrožja (comarca) Huerta de Murcia, imenuje evropski sadovnjak zaradi dolge kmetijske tradicije, predvsem pridelave sadja, zelenjave in cvetja, kot pridelovalec in izvoznik.

## Geografija
Murcia se nahaja v bližini centra nizko ležečih plodnih ravnic, znanih kot huerta (sadovnjak ali vinograd) Murcia. Reka Segura in njen desni pritok Guadalentín, tečeta skozi območje. Mesto leži na nadmorski višini 43 metrov in obsega okoli 882 kvadratnih kilometrov.
Najbolj znana in najbolj dominantna podoba krajine je sadovnjak. Poleg intenzivnih in urbanih območij (Alfonso X., Gran Via, Jaime I, in drugi), velika prostranstva na območju občine sestavljajo različne pokrajine: badland (suh teren z mehkimi sedimentnimi z glino bogatimi kamninami temeljito erodirana od vetra in vode, za katera so značilna strma pobočja z minimalno vegetacijo), nasadi Carrasco borovcev v priobalnih gorskih verigah in proti jugu, ter pol-stepska območja.
Velik regionalni park, Parque Regional de Carrascoy y el Valle, leži tik južno od mesta.

### Reka Segura
Reka Segura prečka aluvialno ravnino (Vega Media del Segura), del sredozemskega pluvialnega sistema. Mesto prečka od zahoda proti vzhodu. Njen pretok je večinoma majhen, a je reka znana po občasnih poplavah, kot so bile tiste, ki so poplavile mesto v letih 1946, 1948, 1973 ali 1989. Segura je priznana kot ena najbolj onesnaženih rek v Evropi.

### Gorski svet
Dolina reke Segura je obdana z dvema gorskima verigama, hribi Guadalupe, Espinardo, Cabezo de Torres, Esparragal in Monteagudo na severu in Cordillera Sur na jugu. Občina sama je razdeljena na južna in severna območja, z vrsto gora omenjenih kot Cordillera Sur (Carrascoy, El Puerto, Villares, Columbares, Altaona in Escalona). Območji sta znani kot področje "Murcia" (na jugu Cordillere Sur) in "Sadovnjak Murcia" (dolina Segura na severu Cordillere Sur). Blizu središča ravnice je strm hrib Monteagudo, ki dramatično štrli iz okolice.

### Okrožja
881,86 kvadratnih kilometrov ozemlja občine Murcia je sestavljeno iz 54 pedanías (primestnih okrožij) in 28 barrios (mestnih okrožij). Glavni mestni del obsega 12,86 kvadratnih kilometrov. Zgodovinsko središče mesta pa leži približno 3 kvadratne kilometre iz urbaniziranega poslovnega dela Murcie.

## Podnebje
Murcia ima vroče subtropsko polsušno podnebje (Köppen BSH) s sredozemskimi (CSA) vplivi. Na račun bližine Sredozemskega morja ima blage zime in vroče poletje.
Ima povprečno več kot 300 sončnih dni na leto. Občasno ima obilno deževje, ko v nekaj dneh pade letna količina padavin.
V najhladnejši mesec je januar s povprečno temperaturo 16 °C  podnevi in 4 °C ponoči. V najtoplejšem mesecu avgustu sega razpon od 33 °C  čez dan do 20 °C  ponoči. Temperature skoraj vedno dosežejo ali presežejo 40 °C vsaj nekaj dni na leto. Murcia ima temperaturne rekorde blizu tistih za Južno Evropo odkar vodi zanesljivo vremensko evidenco (od leta 1950).

## Zgodovina
Splošno prepričanje je, da ime Murcia izvira iz latinske besede Myrtea ali Murtea, kar pomeni zemljišče mirte (rastlina raste po vsem območju), čeprav je to lahko tudi izpeljava besede Murtia, kar bi pomenilo vas Murtius (rimljansko ime). Druge raziskave kažejo, da je lahko izvor imena v latinskem Murtae (murva), ki pokriva krajino že več stoletij. Latinsko ime se je sčasoma spremenilo v arabsko Mursiya in to v Murcia.
Mesto je bilo na sedanji lokaciji ustanovljeno z imenom Madinat Mursiyah (mesto Murcia)  leta 825. Ustanovil ga je Abd Al Rahman II., ki je bil takrat emir Córdobe. Muslimanski načrtovalci so z izkoriščanjem toka reke Segura, ustvarili kompleksno mrežo namakalnih kanalov, ki so mestu omogočili kmetijski razvoj. V 12. stoletju je popotnik in pisec Mohamed al-Idrisi opisal mesto Murcia kot naseljeno in močno utrjeno. Po padcu kalifata Córdoba leta 1031, je Murcia dobila različne gospodarje, ki so sedeli v Almeríi, Toledu in Sevilji. Po padcu Almoravidskega imperija, je Mohamed Ibn Mardanis ustanovil Murcio kot glavno mesto neodvisnega kraljestva. V tem času je bila Murcia zelo uspešno mesto, ki je slovelo po svoji keramiki, ki so jo izvažali v italijanska mesta, kot tudi svili in papirju, kot prvi v Evropi. Kovanci iz Murcie so veljali kot model po vsej celini. Mistik Ibn Arabi (1165-1240) in pesnik Ibn al-Jinan (1214) sta bila rojena v tem obdobju v Murcii.
Leta 1172 je bila Murcia okupirana od severnoafriških Almohadov, zadnjega muslimanskega imperija južno od Španije in ko so sile krščanske rekonkviste dobile premoč, je bilo od 1223 do 1243 glavno mesto majhnega muslimanskega emirata. Po pogodbi od Alcaraza leta 1243, je krščanski kralj Ferdinand III. Kastiljski naredil iz Murcie protektorat, dobil dostop do sredozemskega morja, medtem ko je bil zaščiten proti Granadi in Aragoniji. Krščanski prebivalci mesta so postali večinski kot priseljenci. Priseljevanje so spodbujali s ciljem vzpostavitve zveste krščanske baze. Ti ukrepi so privedli do upora muslimanskega prebivalstva leta 1264, ki ga je zatrl Jakob I. Aragonski leta 1266, z njim pa so prišli tudi Aragonci in Katalonci.
Po tem, v času vladavine Alfonza X. Kastiljskega, je bila Murcia eno od njegovih glavnih mesti, skupaj s Toledom in Seviljo.
Murcianska dvojnost: Katalonsko prebivalstvo na ozemlju Kastilije, prinese naknadno osvojitev mesta leta 1296 z Jakobom II. Aragonskim. Leta 1304 je bila Murcia končno vključena v Kastilijo, v skladu s Pogodbo iz Torrellasa.
Blaginja Murcie se je zmanjšala z izgubo trgovine z oceanskimi potmi in od vojnami med kristjani in Otomanskim cesarstvom. Kriza je nastala v 14. stoletju, zaradi svoje mejne lokacije s sosednjim muslimanskim kraljestvom Granada, po osvojitvi leta 1492 je ponovno doživela vzpon. V 18. stoletju je v veliki meri izkoristila razcvet z industrijo svile. Večina znamenitosti mesta kot so cerkve, spomeniki in stara arhitektura je iz tega obdobja. V tem stoletju je Murcia živela pomembno vlogo pri zmagi Bourbonov v vojni za špansko nasledstvo, zahvaljujoč kardinalu Belluga. Leta 1810 so Murcio izropali Napoleonovi vojaki. V letu 1829 je utrpela velik potres. Po takratnih ocenah je v vsej pokrajini umrlo 6000 ljudi zaradi posledic katastrofe. Sledili sta kuga in kolera.
Območje mesta in okolice so doletele hude poplave leta 1651, 1879 in 1907, čeprav je gradnja protipoplavnih nasipov, da bi preprečili ponavljajoče poplave iz rekr Segura, pomagala. Sedaj po vrhu nasipov poteka priljubljena pešpot imenovana Malecon.
Murcia je od leta 1833 tudi glavno mesto province Murcia,ki jo je ustanovila centralna vlada leta 1982 in glavno mesto avtonomne skupnosti (ki vključuje samo mesto in provinco). Od takrat je postala sedma najbolj naseljena občina v Španiji in uspešno mesto.
11. maja 2011 je mesto Lorca in okolico prizadel potres magnitude 5,3. Vsaj 4 ljudje umrli zaradi potresa, so poročali.

## Demografija
Murcia ima 433.850 prebivalcev (INE 2008) in je sedma največja španska občin. Po pripojitvi občin Alcantarilla, Alguazas, Beniel, Molina de Segura, Santomera in Las Torres de Cotillas, ima metropolitansko območje 564.036 prebivalcev in je dvanajsto najbolj naseljeno metropolitansko območje v Španiji. Kljub temu pa je zaradi velikega ozemlja gostota prebivalstva le 472 preb. / km², kar je ne uvršča med najvišja mesta.
Po uradnih podatkih prebivalstva INE, 10% prebivalcev občine pripada tujim državljanom (podatek 2005).
Večina prebivalstva se je opredelila kot kristjani, imajo pa tudi veliko muslimansko skupnost, narašča pa tudi judovska skupnost.

## Znamenitosti
Stolnica Murcia je bila zgrajena med letoma 1394 in 1465 v slogu kastiljske gotike. Njen stolp je bil končan leta 1792 in prikazuje mešanico arhitekturnih slogov. Prvi dve nadstropji sta bili zgrajeni v renesančnem slogu (1521-1546), tretje pa je baročno. Nadstropje z zvonom kaže tako rokoko kot neoklasični vpliv. Glavna fasada (1736-1754) velja za mojstrovino španskega baročnega sloga.
Drugi omembe vredni stavbe na trgu pred stolnico (Plaza Cardinal Belluga) so barvita škofovska palača (18. stoletje) in sporna razširitev mestne hiše Rafaela Monea (zgrajena leta 1999).
Glorieta, ki leži na bregovih reke Segura, je bilo tradicionalno središče mesta. To je prijetno urejen mestni trg, ki je bil zgrajen v 18. stoletju. Ayuntamiento (mestna hiša) Murcie je tudi na tem trgu.
Površine za pešce pokrivajo večji del starega mestnega jedra, ki leži okoli ulic Platería in Trapería. Trapería teče od katedrale do Plaza de Santo Domingo, nekdaj živahen mestni trg. Tukaj je Casino, socialni klub postavljen leta 1847, z razkošno notranjostjo v mavrskem slogu, dvorišče (patio) se zgleduje po kraljevih prostorih Alhambre v Granadi. Ime Plateria se nanaša na plata (srebro), saj je to ulica z zgodovinskim poudarkom na poslovanje z redkimi kovinami murcianske judovske skupnosti. Ime ulice Traperia se nanaša na trapos (obleka), ker je bilo to nekoč središče trgovine oblačil judovske skupnosti.
Več mostov različnih stilov premošča reko Segura: Puente de los Peligros iz osemnajstega stoletja je kamnit most z Marijino kapelico na eni strani; do sodobnih mostov, ki sta jih oblikovala Santiago Calatrava ali Javier Manterola, pa Puente Nuevo, železen most iz začetka dvajsetega stoletja.
Druge znamenitosti Murcie so še:
- Samostan Santa Clara, gotska in baročna zgradba, kjer je muzej z ostanki mavrske palača je iz 13. stoletja, ki se imenuje Alcázar Seguir.
- Malecón bulevar nekdanji podporni zid proti poplavam reke Segura.
- Zavetišče La Fuensanta s parkom El Valle.
- Samostan Los Jerónimos (18. st.).
- Gledališče Romea (19. st.).
- Palača Almudí (17. st.), zgodovinska stavba z grbi na fasadi. V notranjosti so toskanski stebri in od leta 1985 gosti mestni arhivi in hišne razstave.
- Grad Monteagudo (11. st.).
- Muzej Salzillo
- San Juan de Dios cerkev-muzej, baročna in rokoko krožna cerkev z ostanki mavrske palače-mošeje iz 12. stoletja, imenovana Alcázar Nasir.

V metropolitanskem območju sta tudi Azud de la Contraparada - rezervoar in Noria de La Ñora  - vodno kolo.

## Gospodarstvo
Murcia  jepretežno center kmetijstva in turizma. Zagotovo je, da bi našli paradižnik in solato, še posebej pa limone in pomaranče iz Murcie v evropskih supermarketih. Murcia je velik proizvajalec vina s približno 100.000 ha vinogradov. Večina vinogradov se nahaja v Ricote in Jumilli. Jumilla je planota, kjer so vinogradi obdani z gorami.
Murcia ima nekaj industrije, v letu 2000 pa se je gospodarstvo v regiji obrnilo proti »stanovanjskemu turizmu«, saj imajo ljudje iz severnih evropskih držav tukaj drugi dom. Evropejci in Američani se lahko učijo španščine v akademijah v središču mesta.
Gospodarstvo Murcie obsega sejme in kongrese, muzeje, gledališča, kino, glasbo, akvarije, bikoborbe, restavracije, hotele, kampe, šport, tuje študente in turizem.

## Transport
Murcia-San Javier Airport (MJV) letališče se nahaja na robu Mar Menor v bližini mesta San Javier, 45 km jugovzhodno od Murcie. Na voljo je tudi letališče v sosednjem mestu Alicante 70 km od Murcie. Poleg tega je v razvoju novo letališče, ki se nahaja v mestu Corvera oddaljeno 23 km.
Avtobusni prevoz, ki ga upravlja LatBus, deluje kot medkrajevna storitev. V mestnem prometu je na voljo več upravljavcev avtobusnih prevozov.
Tramvaji upravlja Tranvimur. Od leta 2007 je bilo na voljo 2 km proge. Od leta 2011 imajo eno linijo, ki povezuje center mesta (Plaza Circular) z Univerzitetnim kampusom in nogometnim stadionom.
Železniške povezave so na voljo z RENFE. Murcia ima železniško postajo imenovano Murcia del Carmen, ki se nahaja v soseski z istim imenom. Več medkrajevnih linij jo povezuje z Madridom, skozi Albacete, kot tudi z Valencijo in Katalonijo do Montpelliera v Franciji. Murcia je tudi središče lokalnega omrežja. 

## Izobraževanje
V mestu je več visokih šol, osnovne in strokovne šole. Murcia ima tri vrste šol za otroke: zasebne šole, kot so El Limonar International School, Murcia (v angleškem jeziku) in Kings College, Murcia (British International School), polzasebne šole (concertado), ki so zasebne šole, a jih financira država in včasih ponujajo verski pouk, ter javne šole, kot so Colegio Publico (CP), San Pablo ali stoletna CP Cierva Peñafiel, ena najstarejših šol. Tudi Instituto Licenciado Cascales je eden najstarejših v mestu, zgrajen leta 1724.
Zasebne šole in concertados so lahko katoliške ali posvetne, vendar so javne šole strogo posvetne. Šole concertado zapolnijo potrebo po zagotavljanju šolanj, kjer ga vlada ni sposobna zagotoviti ali jo onemogoča nacionalni šolski sistem.
Murcia ima dve univerzi:
- javna Univerza v Murcii, ustanovljena leta 1272.
- zasebna univerza: Katoliška univerza svetega Antona, ustanovljena keta 1996.

## Pomembni meščani
- Muhyī al-Dīn Ibn al-‘Arabī (1165–1240), sufijski mojster in pisec
- Abul Abbas al-Mursi (1219–1286), sufijski mistik
- Diego de Saavedra Fajardo (1584–1648), pisatelj in diplomat
- Francisco Salzillo (1707–1783), baročni kipar
- José Moñino, conde de Floridablanca (1728–1808), državnik, minister kralja Karla III. Španskega
- Julián Romea (1818–1863), gledališki igralec, slikar
- Vicente Medina (1866–1937), pesnik in pisatelj
- Juan de la Cierva (1895–1936), izumitelj avtožiro, predhodnik helikopterja
- Ramón Gaya (1910–2005), slikar in pisatelj
- Jose Antonio Molina Sánchez (1918-2009), slikar
- Francisco Sánchez Bautista (1925–), pesnik
- Francisco »Paco« Rabal (1926–2001), igralec
- Maria Teresa Chicote (1935–), kemičarka
- Enrique Máximo García (1954–2008), muzikolog, kemik, raziskovalec in zgodovinar

## Mednarodne povezave
Murcia ima uradne povezave (pobratena/sestrska mesta oz. mesta-dvojčki) z naslednjimi kraji po svetu:
- Fishing Creek, New Jersey, ZDA
- Lecce, Italija
- Grasse, Francija
- Irapuato, Mehika
- Murcia, Negros Occidental, Filipini
- Lódź, Poljska, od 1999[4]